# Penicillium westlingii
Penicillium westlingii är en svampart som beskrevs av K.M. Zalessky 1927. Penicillium westlingii ingår i släktet Penicillium och familjen Trichocomaceae.   Inga underarter finns listade i Catalogue of Life.